# 天主教加爾松教區
天主教加爾松教區（拉丁語：Dioecesis Garzonensis）是哥倫比亞一個羅馬天主教教區，屬伊瓦格總教區。
教區成立於1900年5月20日（1964年2月25日一度易名為加爾松-內瓦教區，1972年7月24日改回原名），位於乌伊拉省南部。
2006年有教友488,000人，佔轄區總人口96.1%。教區下轄五十一個堂區，有116名司鐸。現任教區主教為若瑟·額爾·戈麥斯·羅德里格斯。